# قائمة قصور باريس
قصور باريس تنقسم إلى صنفين و هما:

## قصور رسمية
- مبنى محكمة باريس.
- قصر الإليزيه.
- قصر لوكسمبورغ.
- قصر بوربون.
- القصر الملكي.
- قصر إيينا.
- قصر ألما.
- قصر التويليري.
- قصر اللوفر.
- قصر وسام جوقة الشرف.

## قصور مدنية
- قصر برونيار.
- قصر شايو.
- قصر غارنييه.
- قصر كامبون.
- قصر تروكاديرو.
- قصر الاكتشاف.
- القصر الكبير.
- القصر الصغير.
- قصر مؤتمرات باريس.
- قصر طوكيو.
- بيرسي أرينا.
- قصر الرياضة باريس.
- قصر روز لشارع فوش.
- قصر الجليد (باريس).